# Rotunda svatého Jana Evangelisty
Rotunda svatého Jana Evangelisty je zaniklá rotunda, která se nacházela ve vyšehradské pevnosti pravděpodobně v její jihozápadní části.

## Historie
Rotunda je uváděna v místech starého knížecího paláce, „in curia regis“. Její vznik je kladen do poslední čtvrtiny 10. století a údajně ji vysvětil biskup Vojtěch. Přesné datum výstavby je však neznámé a dosud nebyla nalezena.
Poprvé je zmíněna v listině pražského biskupa Jana III. z Dražic z roku 1258. V ní se uvádí, že 13. února 1257 získal vyšehradský kustod Bartoloměj od krále Přemysla Otakara II. s dovolením pražského biskupa Mikuláše podací právo ke zlíchovskému kostelu svatého Štěpána a o rok později požádal nového pražského biskupa Jana III. z Dražic o povolení přenést ostatky svatého Štěpána na Vyšehrad do rotundy svatého Jana Evangelisty, která byla již delší dobu pustá. Následně měla být titulována jako kostel svatého Štěpána prvomučedníka, byla nákladně opravena z prostředků kustoda Bartoloměje a měl o ni pečovat vyšehradský sakristán Václav. Tato péče je doložena v královské listině z 11. prosince 1267.